# Djedina Rijeka
Djedina Rijeka är en ort i Kroatien.   Den ligger i länet Slavonien, i den östra delen av landet, 160 km öster om huvudstaden Zagreb. Djedina Rijeka ligger 210 meter över havet och antalet invånare är 129.
Terrängen runt Djedina Rijeka är kuperad söderut, men norrut är den platt. Runt Djedina Rijeka är det ganska tätbefolkat, med 86 invånare per kvadratkilometer. Närmaste större samhälle är Slavonski Brod, 17,5 km söder om Djedina Rijeka. I omgivningarna runt Djedina Rijeka växer i huvudsak lövfällande lövskog.